# チルンハウス変換

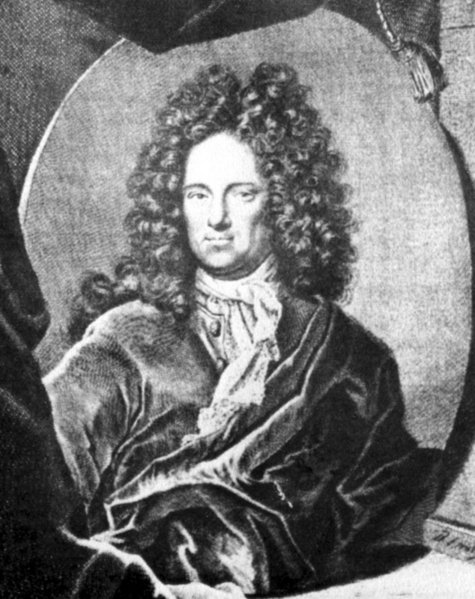
エーレンフリート・ヴァルター・フォン・チルンハウス

チルンハウス変換（ちるんはうすへんかん、英語: Tschirnhaus transformation）は、1683年にエーレンフリート・ヴァルター・フォン・チルンハウスによって発表された多項式の写像の一種である。チルンハウゼン変換とも呼ばれる。
チルンハウス変換は、n ≧ 2次の多項式を、最高次の項および定数項を除き係数のいくつかまたは全てが0になるように変換する。このような変換は、高次の代数方程式の求解を目的とした簡略化に用いられる。

## 定義

### 代入による定義
n次の多項式{\displaystyle F(x)}が、{\displaystyle F(x)=g(x)/h(x)}で表すことができ、{\displaystyle F(x)=0}の根が{\displaystyle h(x)}の零点でないとき、1次以上n - 1次以下の多項式{\displaystyle y=f(t)}を代入して、新たな多項式{\displaystyle F(y)}を得る変換をチルンハウス変換という。適切な{\displaystyle f(t)}を選ぶことで、最高次の項と定数項以外のいくつかまたは全ての係数を0にすることができる。

### 終結式による定義
n次の多項式{\displaystyle F(x)}に対し、1次以上n - 1次以下の多項式{\displaystyle f(x)}を用いて、終結式{\displaystyle G(x)=\mathrm {Res} (F(y),x-f(y))}を得る変換をチルンハウス変換という。適切な{\displaystyle f(x)}を選ぶことで、最高次の項と定数項以外のいくつかまたは全ての係数を0にすることができる。

## 例

### 二次方程式の求解
二次方程式{\displaystyle ax^{2}+bx+c=0(a\neq 0)}について、{\displaystyle F(x)=ax^{2}+bx+c}とする。
代入{\displaystyle x=t-{\frac {b}{2a}}}を用いると、{\displaystyle F\left(t-{\frac {b}{2a}}\right)=0}を解くことで、次のように解を求めることができる。
{\displaystyle F\left(t-{\frac {b}{2a}}\right)=at^{2}-{\frac {b^{2}}{4a}}+c=0}
{\displaystyle \Leftrightarrow t=\pm {\frac {\sqrt {b^{2}-4ac}}{2a}}}
{\displaystyle \therefore x=t-{\frac {b}{2a}}=-{\frac {b}{2a}}\pm {\frac {\sqrt {b^{2}-4ac}}{2a}}}
終結式を用いる場合も、{\displaystyle f(x)=x+{\frac {b}{2a}}}によって同様の多項式
{\displaystyle G(x)=\mathrm {Res} (F(y),x-f(y))=ax^{2}-{\frac {b^{2}}{4a}}+c}
が得られ、元の方程式{\displaystyle F(x)=0}の解αについて、{\displaystyle f(\alpha )}は変換して得られた多項式についての方程式{\displaystyle G(x)=0}の解となるため、
{\displaystyle G(x)=0\Leftrightarrow x=\pm {\frac {\sqrt {b^{2}-4ac}}{2a}}}
{\displaystyle \therefore f(\alpha )=\pm {\frac {\sqrt {b^{2}-4ac}}{2a}}\Leftrightarrow \alpha =-{\frac {b}{2a}}\pm {\frac {\sqrt {b^{2}-4ac}}{2a}}}
となり、元のニ次方程式の解が求められる。

### 三次方程式の求解
同様に、三次方程式{\displaystyle ax^{3}+bx^{2}+cx+d=0(a\neq 0)}について、{\displaystyle F(x)=ax^{3}+bx^{2}+cx+d}とすると、代入{\displaystyle x=t-{\frac {b}{3a}}}もしくは{\displaystyle f(x)=x+{\frac {b}{3a}}}によって得られる終結式により、多項式
{\displaystyle G(x)=ax^{3}+\left(-{\frac {b^{2}}{3a}}+c\right)x+{\frac {2b^{3}}{27a^{2}}}-{\frac {bc}{3a}}+d}
が得られる。
その後、カルダノの解法では、{\displaystyle x=u+v}と置換し、u, vに関する方程式を根と係数の関係を用いて解くことで、元の三次方程式を解くことができる。

## 項の消去

### n-1次の項の消去
前述の例のように、n次方程式の求解のためには、n - 1次の項を消去することが有効であるが、適切な一次の多項式{\displaystyle f(x)}を選ぶことで、チルンハウス変換によってn - 1次の項を消去することができる。
一般に、n次多項式
{\displaystyle F(x)=a_{0}x^{n}+a_{1}x^{n-1}+\cdots +a_{n}(a_{0}\neq 0)}
のn - 1次の項を消去するためには、
{\displaystyle f(x)=x+{\frac {a_{1}}{na_{0}}}}
としてチルンハウス変換を行えばよい。
まず、{\displaystyle f(x)=x+c}とし、求めたい方程式{\displaystyle F(x)=0}の解を{\displaystyle a_{k}(k=1,2,\cdots n)}とすると、定義より、チルンハウス変換によって得られる終結式{\displaystyle G(x)=\mathrm {Res} (F(y),x-f(y))}は、
{\displaystyle G(x)=a_{0}(\alpha _{1}-(x-c))(\alpha _{2}-(x-c))\cdots (\alpha _{n}-(x-c))}
となる。
n - 1次の項の係数について考えると、根と係数の関係と二項定理を用いて、
{\displaystyle (-1)^{n}{}_{n}C_{1}(-c)+(-1)^{n-1}(\alpha _{1}+\alpha _{2}+\cdots +\alpha _{n})=(-1)^{n+1}nc+(-1)^{n}{\frac {a_{1}}{a_{0}}}}
となり、これが0となるためには、
{\displaystyle c={\frac {a_{1}}{na_{0}}}}
であればよい。
したがって、{\displaystyle f(x)=x+{\frac {a_{1}}{na_{0}}}}とすれば、n - 1次の項を消去することができる。
その後、n - 1次の項が消去された方程式{\displaystyle G(x)=0}の解βを求め、
{\displaystyle f(\alpha )=\beta \Leftrightarrow \alpha =-{\frac {a_{1}}{na_{0}}}+\beta }
とすることで、元の方程式の解が求められる。
終結式による定義ではなく、代入による定義を用いても、同様の結果が得られる。{\displaystyle x=t-{\frac {a_{1}}{na_{0}}}}を代入することで、同様にn - 1次の項を消去することができ、この場合の{\displaystyle x=t-{\frac {a_{1}}{na_{0}}}}は、終結式で用いた{\displaystyle x-f(y)=x-y-{\frac {a_{1}}{na_{0}}}=0}の解{\displaystyle y=x-{\frac {a_{1}}{na_{0}}}}と対応する。
なお、n - 1次の項を消去する変換のみを指してチルンハウス変換と呼ばれることもある。

### n-2次の項の消去
より高次のn次方程式の求解のためには、さらなる項の消去が必要であるが、n - 1次の項の消去と同様の方法では、再びn - 1次の項が非零となってしまうため、別の手法が必要であった。
チルンハウスは、n ≧ 2次の多項式に対してチルンハウス変換を用いることで、n - 1次とn - 2次の項を消去できることを発見した。具体的には、代入に似た方法で、変換後の多項式、および変換前と変換後の解の関係を仮定し、ニュートンの恒等式を用いて変換後の多項式および解の関係の係数についての連立方程式を解く方法を用いる。
n - 1次とn - 2次の項を消去したいn ≧ 2次の多項式
{\displaystyle F(x)=a_{0}x^{n}+a_{1}x^{n-1}+\cdots +a_{n}(a_{0}\neq 0)}
について、n - 1次とn - 2次の項が消去された次の多項式を仮定する。
{\displaystyle G(x)=z^{n}+A_{3}z^{n-3}+\cdots +A_{n}}
ここで、方程式{\displaystyle F(x)=0}と{\displaystyle G(x)=0}の解をそれぞれ{\displaystyle x_{j},z_{j}(j=1,2,\cdots n)}とし、それらの関係を次のように仮定する。
{\displaystyle z_{j}=x_{j}^{2}+Px_{j}+Q}
次に、解のm乗和をニュートンの恒等式を用いて係数で表す。根と係数の関係より、解{\displaystyle z_{j}}の{\displaystyle m(m=1,2,\cdots n)}番目の基本多項式を{\displaystyle e_{m}(z_{j})}とするとき、
{\displaystyle e_{k}(z_{j})=(-1)^{k}A_{k}}
となるため、ニュートンの恒等式により、解{\displaystyle z_{j}}の{\displaystyle m}乗和{\displaystyle z_{1}^{m}+z_{2}^{m}+\cdots +z_{n}^{m}}を{\displaystyle \Sigma z_{j}^{m}}とするとき、
{\displaystyle \Sigma z_{j}^{m}=-mA_{m}-\sum _{l=1}^{m-1}A_{m-l}\Sigma z_{j}^{l}}
が成り立つ。これを用いて、{\displaystyle \Sigma z_{j}^{m}(m=1,2,\cdots n)}を{\displaystyle G(x)}の係数を使って表し、関係式{\displaystyle z_{j}=x_{j}^{2}+Px_{j}+Q}によって左辺を変形し{\displaystyle F(x)}の係数を使って表すことにより、{\displaystyle G(x)}の係数および{\displaystyle P,Q}を{\displaystyle F(x)}の係数を使って表すことができる。（{\displaystyle G(x)}の係数および{\displaystyle P,Q}はn個あるので、解の1乗和から解のn乗和まで立式すれば、n個の連立方程式を用いてそれぞれを求められることがわかる。）
したがって、方程式{\displaystyle G(x)=0}の解を代数的に求められれば、解を関係式{\displaystyle z_{j}=x_{j}^{2}+Px_{j}+Q}によって変換することで、元の方程式の解を求める（{\displaystyle G(x)}の係数を使って表す）ことができる。
また、チルンハウス変換によってn - 1およびn - 2の項が消去されたn次方程式の形を、主標準形という。

### n-3次の項の消去と五次方程式の求解
五次方程式の解の公式を求める中で、1786年にE.S.ブリングは、任意の五次方程式がブリング-ジェラードの標準形（英語: Bring–Jerrard normal form）{\displaystyle x^{5}+px+q=0}の形に変換できることを証明した。
さらに、1834年にG.B.ジェラードは、n ≧ 3次の多項式に対してチルンハウス変換を用いることで、n - 1次、n - 2次、およびn - 3次の項を消去できることを証明した。n - 1次とn - 2次の項を消去する場合と同様に、解の関係式を仮定する方法が使われ、
{\displaystyle z_{j}=x_{j}^{4}+\gamma x_{j}^{3}+\delta x_{j}^{2}+\epsilon x_{j}+\zeta }
のように四次式が用いられる。
なお、任意の五次方程式をブリング-ジェラードの標準形にまで簡略化することができるものの、その後一般の五次方程式には代数的な解の公式が存在しないことがルフィニ、アーベルによって証明され（アーベル・ルフィニの定理）、ガロアによって方程式が代数的に解ける条件が示された（ガロア理論）。代数的な方法でなければ、楕円積分や楕円モジュラー関数、超幾何関数などの特殊関数を用いることで解くことができる。また、特定の形の五次方程式は代数的に解くことができることも知られている。